# جورج بالاد
جورج إميل بالاد (بالرومانية: George E. Palade)‏ ـ (19 نوفمبر 1912_7 أكتوبر 2008) عالم أمريكي من أصل روماني تخصص في علم الأحياء الخلوي. تقاسم جائزة نوبل في الطب سنة 1974 مع البلجيكيين ألبير كلود وكريستيان دو دوف لإضافاته إلى مجال دراسة الخلايا بالمجهر الإلكتروني وتقنيات تجزئة الخلية التي شكلت أسساً هامة لعلم الأحياء الخلوي الجزيئي الحديث، وكان من أبرز اكتشافاته في هذا الصدد هو اكتشافه لريبوسامات الشبكة الإندوبلازمية سنة 1955.
ولد بالاد في مدينة ياش الرومانية في 19 نوفمبر 1912، وكان أبوه يعمل أستاذاً جامعياً لعلم الفلسفة وأمه معلمة بمدرسة ثانوية. حصل بالاد على درجته الطبية الأولى من مدرسة كارول دافيلا للطب في العاصمة بوخارست سنة 1940 وعمل في هيئة التدريس بها حتى سنة 1946، وهي السنة التي سافر فيها إلى الولايات المتحدة للالتحق بدراسات ما بعد الدكتوراه، حيث انضم إلى فريق البروفيسور ألبير كلود في معهد روكفلر للأبحاث الطبية.
في سنة 1952 حصل بالاد على الجنسية الأمريكية، وعمل في معهد روكفلر بين عامي 1958-1973، وأستاذاً بمدرسة الطب في جامعة ييل بين عامي 1973 و1990، ثم جامعة كاليفورنيا في سان دييغو منذ سنة 1990 وحتى وفاته سنة 2008.

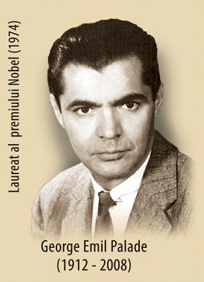
جورج بالاد

انتخب بالاد سنة 1961 عضواً بالأكاديمية الوطنية الأمريكية للعلوم، وحصل سنة 1986 على قلادة العلوم الوطنية الأمريكية في مجال العلوم الحيوية تقديراً "لاكتشافاته الرائدة لعدد من التركيبات شديدة التعقيد في الخلايا الحية..."، كما حصل سنة 1970 على جائزة لويزا غروس هورويتز بالاشتراك مع ألبير كلود وكيث بورتر.

## روابط خارجية
- جورج بالاد على موقع الموسوعة البريطانية (الإنجليزية)
- جورج بالاد على موقع مونزينجر (الألمانية)
- جورج بالاد على موقع إن إن دي بي (الإنجليزية)